# Ploaghe
Ploaghe (sardinski: Piàghe) je grad i općina (comune) u pokrajini Sassariju u regiji Sardiniji, Italija. Nalazi se na nadmorskoj visini od 427 metara i ima 4 538 stanovnika.
 Prostire se na 96,27 km². Gustoća naseljenosti je 47 st/km².
Susjedne općine su: Ardara, Chiaramonti, Codrongianos, Nulvi, Osilo i Siligo.